# 常來人

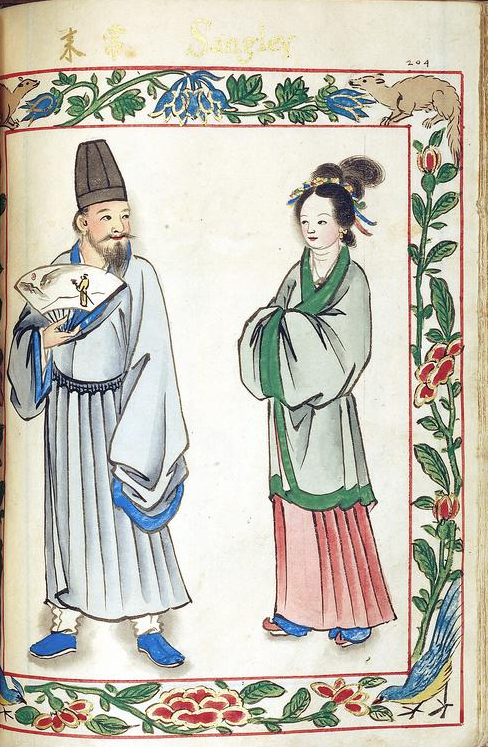
1590年代左右的《谟区查抄本》描絵穿著明朝服飾的中國商旅，頁首標注為「常來」（Sangley）

常來人或生理人（白話字：Seng-lí）是在西屬菲律賓用來描述純血統華人的古老詞語，具體來說是指16—19世紀期間來往中國與菲律賓群島之間的商旅，包括了來自福建、廣東、臺灣的中國商人，也包括了來自日本、交趾支那和東南亞的华裔船主 。
「常來」語源自閩南語的「生理」（seng-lí），意思是指「生意人」、商旅，後來也衍生出「常往返兩地的人」的意思，常來人與當地土著的混血兒稱為華裔麥士蒂索人（Mestizo de Sangley）。他們多是工匠和商人，少數人成為地主，很多人改信天主教和採用西班牙姓氏。
如今，中國人、日本人、韓國人以及其他有相似生理特徵的東亞民族被稱為，有中國血統的菲律賓人稱為菲律賓華人（Tsinoy），或更通用的混血兒（Mestizo）。

## 另見
- 菲律賓麥士蒂索人
- 菲律賓華人
- 麥士蒂索人
- 土生華人
- 華人移民史

## 腳注
1. ↑  戴月芳. . 台灣: 台灣書房. 2013-03-13. ISBN 978-986-6318-62-7.
2. ↑  . http://www.colorq.org/.   [January 8, 2011]. （原始内容存档于2010-12-24）.

生利人

生利人（sengli，西班牙文Sangley)發音更接近於閩南語的音義。班納迪克.安德森(想像的共同體:民族主義的起源與散布，吳叡人譯，2010.05）指出，Sangley這字意指「商人」(trader)。由於不曾遠遊於亞細亞七海之上，伊比立半島人遂在十七～十九世紀初的兩個世紀中，安居在一片對此地方概念性的迷霧。Sangley這個字變成「中國人」的過程非常緩慢，一直到十九世紀初才消失，由荷蘭東印度公司所指的chino(即西班牙文「中國人」)取代。
參考資料

想像的共同體:民族主義的起源與散布/班納迪克.安德森(Benedict Anderson);吳叡人譯, 2nd ed.. 2010.05
1. ↑  Anderson, Benedict. . 台灣 台北市: 時報文化. 2010.05: 236. ISBN 978-957-13-5207-7. |author=和|last=只需其一 (帮助);